# Accidente ferroviario de San Bernardo de 1955
El accidente ferroviario de San Bernardo de 1955 fue un suceso ocurrido el domingo 17 de julio de 1955 en el sector de la estación San Bernardo, ubicada al sur de la ciudad de Santiago, en la actual Región Metropolitana de Santiago, entre dos trenes de pasajeros. El primero salió desde la estación Alameda con destino en estación San Rosendo, y el segundo desde Alameda en dirección a la estación de Pichilemu, provincia de Colchagua (actual Región de O'Higgins). Con 45 víctimas fatales, constituyó el peor accidente ferroviario de la historia del ferrocarril en Chile hasta esa fecha, siendo superado después por el accidente ferroviario de Queronque, ocurrido el 17 de febrero de 1986.

## Detalles
El accidente tuvo lugar a las 8:55 hora local (UTC-4) del 17 de julio de 1955 en la estación de San Bernardo, en el kilómetro 16 de la Línea Central Sur de los Ferrocarriles del Estado. El tren número 3 Ordinario Alameda-San Rosendo con destino la localidad de San Rosendo, Provincia de Concepción (actualmente en la Región del Biobío), compuesto por vagones de tercera clase construidos en madera al final de la composición, había salido 30 minutos antes desde Alameda e hizo una parada más larga de lo estipulado en itinerario en la estación de San Bernardo, a la espera de vía libre y autorización para continuar viaje. Mientras permanece detenido, se acerca a la estación el tren número 11 Ordinario Alameda-Pichilemu, encabezado por la locomotora a vapor Tipo 80 n.º 842. Debido a una densa neblina, el conductor no se percata de que su tren no contaba con autorización para entrar a la estación, por lo que impacta de lleno los dos últimos vagones de tercera clase de madera, matando a 35 personas de forma instantánea, sumando otras 10 que fallecieron mientras recibían atención médica. Sobrevivieron sólo tres personas dentro de uno de los vagones siniestrados.[cita requerida]
Las posibles consecuencias de la tragedia se atenuaron ya que, debido a la larga detención del tren 3, muchos pasajeros descendieron para esperar en los andenes, lo que produjo que la cantidad de víctimas fuera menor.

## Causas
La  neblina presente en la mañana de invierno fue primordial para que no fuera posible evitar la tragedia. El maquinista de la locomotora del tren 11 a Pichilemu, José Pino González, señaló haber visualizado luz verde en la señal de entrada de la estación. De la misma manera, la niebla le impidió notar la presencia del tren 3 detenido en la estación, pudiendo hacer nada para evitar la colisión.

## Rescate
A diferencia de accidentes anteriores y posteriores, los servicios hospitalarios llegaron al instante, dada la cercanía de la estación con el Hospital Parroquial de San Bernardo. Debido a la gran cantidad de heridos, se enviaron en ambulancias al Hospital Barros Luco-Trudeau, Hospital San Borja Arriarán, José Joaquín Aguirre, Posta 2 y a la Posta Central de la Asistencia Pública. También, llegaron para prestar su ayuda bomberos, carabineros, voluntarios de la Cruz Roja Chilena y soldados de la Escuela de Infantería. Horas más tarde, se hizo presente en el sitio del suceso el presidente de la República Carlos Ibáñez del Campo, quien instruyó una investigación inmediata del accidente.

## Consecuencias
A raíz de la fragilidad de los coches de Tercera Clase, la empresa de los Ferrocarriles del Estado dio inicio a la retirada de los coches de madera, para pasar a ser reemplazados completamente por coches metálicos, que ya entraban en servicio durante la década de 1950, y que posteriormente constituyeron la Segunda Clase.
Una falla humana sumada a la fragilidad de los coches de madera volvió a cobrar víctimas tan solo siete meses más tarde, el 14 de febrero de 1956, cuando un accidente de similares características se produjo en Cerrillos, en el Ramal Alameda-Cartagena. Un tren colisionó a otro detenido que transitaba en el mismo sentido, por la parte posterior, impactando los coches de madera de Tercera Clase, matando a 23 pasajeros, e hiriendo a otros 198.